# Jehonhé
Jehonhé parfois orthographié Jehonheid (en wallon Tch'honhé) est un hameau de la commune belge de Ferrières en province de Liège. 
Avant la fusion des communes, le hameau faisait déjà partie de la commune de Ferrières. Par contre, jusqu'en 1826, Jehonhé faisait partie de la commune d'Izier.
Jehonhé est traversé par le ruisseau du Vieux-Fourneau qui y alimentait un moulin à eau. Près du hameau, se trouve la source de Harre inexploitée depuis de nombreuses années.